# 東海楽器製造
東海楽器製造株式会社（とうかいがっきせいぞう、英: Tokai Gakki Co., Ltd.）は、静岡県浜松市にある楽器製造メーカー。
主な製造品は、エレクトリック・ギター、アコースティック・ギター、ピアニカ（鍵盤ハーモニカ）、アンプなど。一時期ピアノを製造していたこともある。
下請け製造会社としても有名であり、現在シェクターなどを製造している。過去には1970〜80年代のC.F.マーティン社の日本国内向けアコースティック・ギターや神田商会が商標取得後のフェンダー・ジャパンも製造していた。

## 沿革
- 1947年（昭和22年）- ピアノとハーモニカの研究開発を目的として東海楽器研究所設立。
- 1961年（昭和36年）- ピアニカの開発に成功。生産、販売を開始。
- 1965年（昭和40年）- クラシック・ギターの生産、販売を開始。
- 1968年（昭和43年）- Humming Birdブランドによるエレクトリック・ギターの生産・販売を開始。
- 1970年（昭和45年）- Humming Birdブランドによるアコースティック・ギターの生産を開始。
- 1971年（昭和46年）- 米国C.F.マーティン社との間に日本国内総代理店契約を結び、輸入を開始。あわせて日本国内向けのギター製造のOEM提携も結んだ。
- 1973年（昭和48年）- バンジョー、チェンバロの生産、販売を開始。
- 1975年（昭和50年）
  - アコースティック・ギターのブランドCat's Eyesの生産、販売を開始。
  - 打弦電気ピアノ、ライトピアノの開発に成功、販売開始。
- 1977年（昭和52年）- Tokaiブランドのエレキ・ギターSTシリーズの生産、販売を開始。
- 1978年（昭和53年）- エレキ・ギターLSシリーズの生産、販売を開始。アップライトピアノの生産、販売を開始。
- 1983年（昭和58年）- 世界初の新素材メタル・ボディと独自シェイプを持ったエレキ・ギターTalboの開発に成功、生産、販売を開始。
- 1984年（昭和59年）- フェンダー社から自社の偽造品製造をしているとして訴訟を提起され、敗訴。裁判所命令により楽器が販売停止となり、会社更生法を申請。
- 1985年（昭和60年）- 新素材カーボンファイバーとファイバー・グラス・ボディ、ネックを使用したエレクトリック・ギターMATの開発に成功。生産、販売を開始。
- 1986年（昭和61年）- 東海楽器製造株式会社設立。
- 1996年（平成8年）- 一時生産を中止していたTalboの再生産を開始。
- 2004年（平成16年）- SEB（SOUND EFFECT BODY）構造のパテント出願。
- 2005年（平成17年）- SEBサウンドストリーム・シリーズの開発に成功、生産、販売開始。
- 2011年（平成23年）- TA35の生産、販売開始。
- 2021年（令和3年）- 株式会社GRACEが株式を取得し、同社の完全子会社となる。

## 現在の製品

### 主な製品シリーズと特徴
- ピアニカ
1961年に開発された鍵盤式ハーモニカ。1967年より日本楽器製造（現・ヤマハ）が、当社製のものをOEMにて「YAMAHA」ブランドの「ピアニカ」の商品名で販売。1973年よりヤマハ開発のものも販売されているが「ピアニカ」の名称はそのまま残された。1985年より自社TOKAIブランドとしても発売されているため、両社で「ピアニカ」の名称が使われている。
- LGシリーズ
Contemporaryシリーズ内にある。
Tokaiブランドの人気モデルであり主要モデルである。
- Cat's Eyes
1975年より製造されているアコースティック・ギター。C.F.マーティン社との技術提携により学んだ技術が生かされ、エントリー・クラスからハイエンド・クラスまで幅広い価格帯の製品を製造し、ギター・プレイヤーの間で親しまれた。2005年、生産を休止。2007年、復活。中国生産となり、マーティン型トップ単板モデルのみにその名称が与えられた。2009年、海外向けにのみ生産されている。
- LSシリーズ
1978年より製造されているギブソン社レス・ポールのコピー・モデル。Les Paul Reborn、Reborn Old、Love Rockの名称もつけられている。高級モデルは現在の本家ギブソンを凌ぐ出来栄えとも言われ、ギブソン社からクレームがついたため、現在米国・ドイツではLSシリーズは販売されていない。2007年には30周年を迎えた。国内では2008年にパシフィックス社よりカスタマイズ・モデルも販売されている。

- Talbo 
1983年より製造されているアルミニウム合金のメタル・ボディと独自シェイプを持ったオリジナルのエレクトリック・ギター。GLAYのHISASHIや平沢進、本田恭章等が使用。2007年以降、国内モデルからTokaiブランドが廃止され、Talboブランドとなり神田商会等より販売されている[要出典]。また池部楽器（Talbo Secret Factory）により様々なモデルが開発・販売されている。
- SEB構造
エレクトリック・ギター用に独自に開発したボディ材の構造。木材の振動特性に着目し、ボディの中層に木口方向（木材の縦方向）にカッティングし張り合わせたボディ材を従来通りの木目方向（木材の横方向）にカッティングした材料で挟んだ3層ラミネート構造になっている。

### その他
国内
- エレクトリック・ギター（Tokaiブランド）
SEBシリーズ、 Premiumシリーズ、Contemporaryシリーズ、Vintageシリーズ、Traditionalシリーズ、Bass シリーズ
- ギター・アクセサリー
アンプ、ピックアップ、ピック、チューナー、ギター・ケース、ポリシング・クロス

海外
- GS100
1ボリューム、2トーン、独自シェイプ・ボディ。
- PRESTO、BRIO等オリジナルな製品が中心となっている。

OEM
- 1997年フェンダー・ジャパン社の解散により、神田商会が商標のライセンス権を取得。筆頭にダイナ楽器と共に 1982年からの親会社であったフジゲンに代わるかたちでフェンダージャパンのOEM供給を開始。両者を見分けるポイントはシリアル・ナンバーで、フジゲン製造のものは MADE IN JAPAN 、ダイナ楽器および東海楽器製造のものは CRAFTED IN JAPAN と書かれている。
- この他、モズライト（フィルモアの国内生産モデル）のOEM生産を手がけている。

### The ギターショップ　the guitar shop
The ギターショップ　the guitar shopは、東海楽器製造株式会社の直販サイト（ウェブショップ）である。プロトタイプ、ワンオフギター、未塗装のネック、ボディー、 セットネックの組み立て済みボディー等のアイテム、またオーダー、セミオーダーギターを提供している。80年代に販売していたパーツも販売している。アクセサリーも購入可能。

## 過去の製品

### エレクトリック・ギター
- Humming Bird
2004年EASTWOOD GUITARSより1967年リイッシュ・モデルも販売された。
- STシリーズ(SPRINGY SOUND)、TSTシリーズ(GOLDSTAR SOUND)
50's、60'sフェンダー社ストラトキャスターのレプリカ・モデル。
スモールヘッド、ジョイント部4点止めなどを再現。
- SSシリーズ、TSSシリーズ（SILVER STAR）
70'sストラトキャスターのレプリカ・モデル、ラージ・ヘッド、ジョイント部マイクロティルト3点止。レプリカモデルとしては非常に完成度が高かった。
- 1980年代パーソンズ・ホワイトのストリング・ベンダー付テレキャスター・モデルをライセンス製作して販売していた。広告には開発者のジーン・パーソンズが登場していた。
- LIMITED EDITION、SUPER EDITION、CUSTOM EDITION
- MAT
- BIRTH
- ORIGINAL SERISE
- VX
- 一時期エフェクター・メーカーのHSW（Honda Sound Works）より、SEB構造のTsunamiやピックアップをカスタマイズしたモデルなどが販売されていたが、2007年4月HSWの閉鎖にともない絶版。
- SEBサウンドストリーム・シリーズ
BRIO、PRESTO、ESPRESSIVO（ベース）。SEB構造の独自ボディ・シェイプ。～2009年。
- Standardシリーズ（～2008年）
海外生産を含むエントリー・モデル。現行Traditionalシリーズに引き継がれた。

OEM
- Tomson、Hondo等の生産を手がけていたことがある。

### アコースティック・ギター
- Humming Bird
W-500、W-1000、HBT80N、CJC98E、HBC-86N、HB20N、HB25等
カスタム・シリーズ
W-150、W-200、W-250
Acoustic シリーズ

### その他
2011年4月17日から、80年代に発売された、TA-35 OCのデザインを彷彿とさせる、TA35が発売された。これにより、約25年ぶりに、アンプの製造/販売を再開した。
- 過去に販売していた製品としてギター周辺機器（コンパクト・エフェクター、シールド・ケーブル、ストラップ、など）、ハーモニカ、ピアノ、チェンバロ、バンジョー、クラシック・ギターなどがある。
- クロマハープ（オートハープ）を販売する国内では数少ない楽器メーカーだったが、2008年に取り扱いが中止された。